# باشگاه فوتسال شرکت ملی حفاری ایران
 باشگاه فوتسال شرکت ملی حفاری ایران  یک باشگاه فوتسال ایرانی در شهر اهواز است.